# SabadellCAM
SabadellCAM fue la marca de referencia de Banco Sabadell en la Comunidad Valenciana y la Región de Murcia, tras la absorción del negocio bancario (Banco CAM) de la intervenida Caja Mediterráneo. Se dedicaba a la banca comercial para particulares y empresas. Fue sustituida por la marca Sabadell.
En julio de 2015, se anunció que Banco Sabadell había decidido unificar sus marcas territoriales bajo el nombre 'Sabadell'. En agosto, comenzarán a desarrollarse los cambios de rotulación en las oficinas con las marcas SabadellAtlántico y SabadellCAM. SabadellHerrero, SabadellGuipuzcoano y SabadellGallego pasarán a adoptar también la nueva denominación en el futuro. SabadellUrquijo y SabadellSolbank se mantendrán.

## Adquisición e integración de Banco CAM

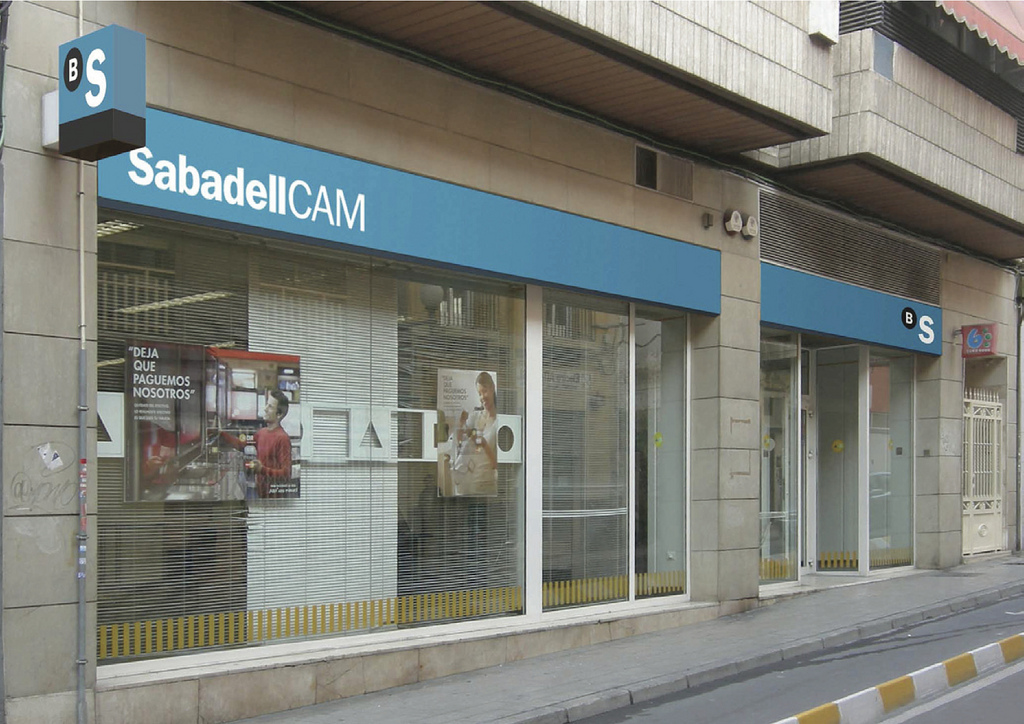

La adjudicación de Banco CAM se produjo el 7 de diciembre de 2011. Banco Sabadell fue la única entidad que llegó al final del proceso de subasta organizado por el Fondo de Reestructuración Ordenada Bancaria (FROB).
La compra de Banco CAM se cerró por el precio simbólico de un euro. La operación fue posible gracias a la recapitalización de Banco CAM, con una inyección estatal de 5.249 millones de euros. Además, el Fondo de Garantía de Depósitos (FGD) se comprometió a hacerse responsable del 80% de las pérdidas derivadas de su cartera hasta el año 2021.
El contrato de compraventa se firmó después de que la Comisión Europea diera el 30 de marzo de 2012 luz verde a Banco Sabadell para hacerse con el control de Banco CAM y al plan de reestructuración de la entidad, al considerar que este se ajustaba a las normas comunitarias. El 31 de mayo de 2012, se formalizó la adquisición del 100% de las acciones Banco CAM, aunque no fue hasta el 8 de diciembre de ese mismo año cuando se produjo la integración total.
Aunque Banco Sabadell pagó el precio simbólico de un euro al Fondo de Garantía de Depósitos, la operación obligó a la entidad a efectuar una ampliación de capital por un importe de 2.449 millones de euros para asumir el negocio con un balance saneado. Anteriormente a esta ampliación de capital por parte de Banco Sabadell, el Fondo de Garantía de Depósitos ya aportó 2.800 millones al capital de Banco CAM.
La incorporación de Banco CAM al grupo Banco Sabadell supuso la consolidación de la entidad como cuarto grupo bancario en España y un complemento fundamental para su desarrollo y expansión en una área de gran dinamismo económico como la Comunidad Valenciana, Región de Murcia y Baleares.
En julio de 2012, se anunció la creación de la marca comercial SabadellCAM con el objetivo de vincular el Banco Sabadell con el territorio tradicional de actuación de Banco CAM.
En julio de 2015, se anunció que Banco Sabadell había decidido unificar sus marcas territoriales bajo el nombre 'Sabadell'. En agosto, comenzarían a desarrollarse los cambios de rotulación en las oficinas con las marcas SabadellAtlántico y SabadellCAM. SabadellHerrero, SabadellGuipuzcoano y SabadellGallego pasarán a adoptar también la nueva denominación en el futuro. SabadellUrquijo y SabadellSolbank se mantendrán.

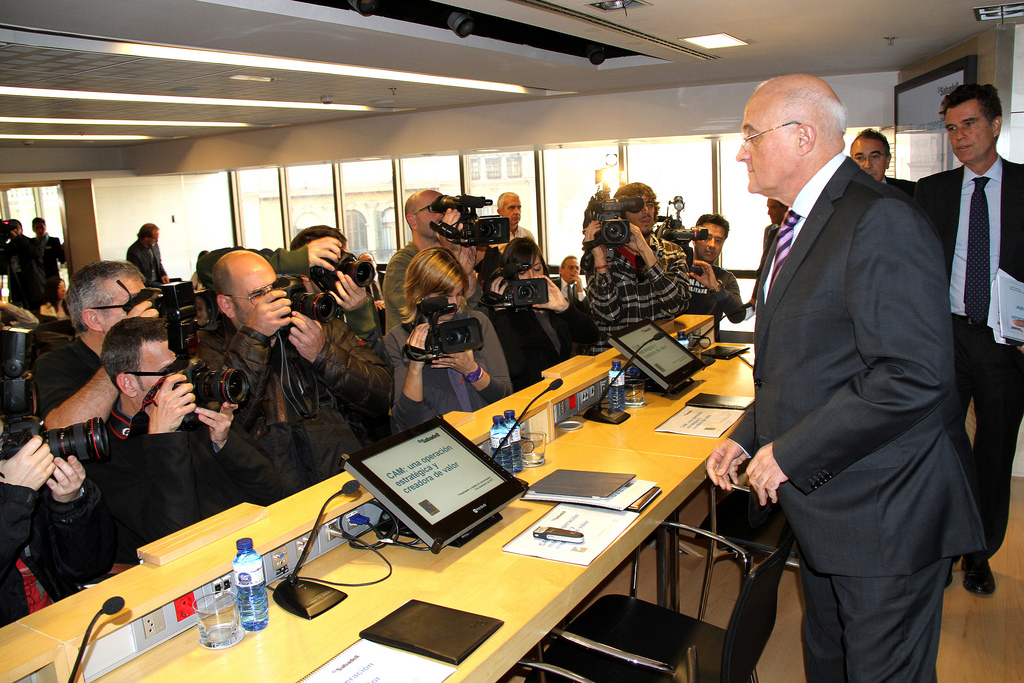
Rueda de prensa del Banco Sabadell por la adquisición de Banco CAM
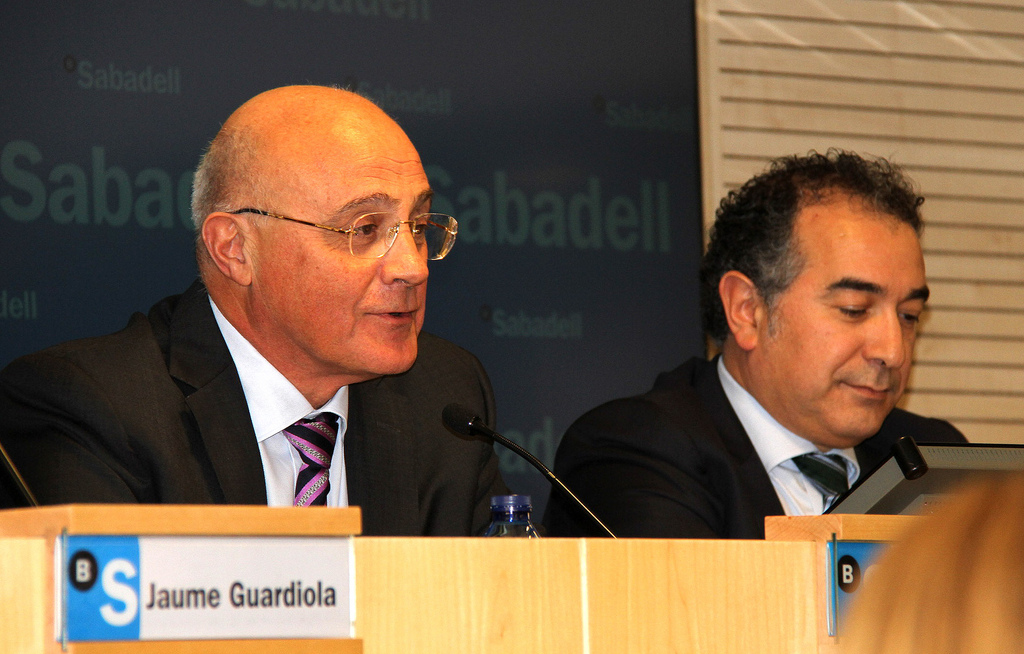
Rueda de prensa del Banco Sabadell por la adquisición de Banco CAM